# 郡元駅
郡元駅（こおりもとえき）は、鹿児島県鹿児島市唐湊四丁目にある、九州旅客鉄道（JR九州）指宿枕崎線の駅である。

## 歴史
- 1986年（昭和61年）12月1日：国鉄指宿枕崎線鹿児島中央駅 - 南鹿児島駅に新設[1]。無人駅[3]。
- 1987年（昭和62年）4月1日：国鉄分割民営化に伴い、九州旅客鉄道（JR九州）の駅となる[4]。
- 1990年（平成2年）3月：ダイヤ改正に伴い、ホーム有効長を90mから112mに延伸[5]。
- 2012年（平成24年）12月1日：ICカード「SUGOCA」が利用可能となる[6]。
- 2020年（令和2年）5月30日：駅遠隔案内システム（Smart Support Station）「ANSWER」導入に伴い、無人駅化[2][7]。

## 駅構造
単式ホーム1面1線を有する地上駅。
無人駅。以前は有人駅であったが、2020年5月30日より駅遠隔案内システム（Smart Support Station）「ANSWER」導入に伴い、再度無人駅化された。
IC乗車カード「SUGOCA」の利用が可能で（相互利用可能ICカードはSUGOCAの項を参照）、簡易SUGOCA改札機・自動券売機（ICカード非対応）・ICカードチャージ機が設置されている。SUGOCAの販売は行っていない。

### のりば
| 番線 | 路線        | 方向 | 行先                 |
| ---- | ----------- | ---- | -------------------- |
| 1    | ■指宿枕崎線 | 上り | 鹿児島中央方面       |
| 1    | ■指宿枕崎線 | 下り | 指宿・山川・枕崎方面 |

## 利用状況
2023年（令和5年）度の1日平均の乗車人員は977人である。
| 年度 | 1日平均 乗車人員 | 1日平均 乗降人員 |
| ---- | ---------------- | ---------------- |
| 2000 | 1,068            |                  |
| 2001 | 1,047            |                  |
| 2002 | 1,099            |                  |
| 2003 | 1,115            |                  |
| 2004 | 1,137            |                  |
| 2005 | 1,115            |                  |
| 2006 | 1,066            |                  |
| 2007 | 1,046            | 2,144            |
| 2008 | 1,032            | 2,117            |
| 2009 | 1,076            | 2,213            |
| 2010 | 1,063            | 2,205            |
| 2011 | 1,032            | 2,158            |
| 2012 | 1,068            | 2,252            |
| 2013 | 1,126            | 2,364            |
| 2014 | 1,054            | 2,231            |
| 2015 | 1,055            | 2,240            |
| 2016 | 1,079            |                  |
| 2017 | 1,105            |                  |
| 2018 | 1,117            |                  |
| 2019 | 1,103            |                  |
| 2020 | 889              |                  |
| 2021 | 886              |                  |
| 2022 | 920              |                  |
| 2023 | 977              |                  |

## 駅周辺
周辺は「中郡」（なかごおり）と呼ばれ、鹿児島大学や附属小学校、附属中学校、専門学校等が集まる文教エリアである。また鹿児島中央駅と当駅の間に鹿児島車両センターがあることにより当駅まで引込線があり、付近には食品やリネン関係の工場や倉庫等もある。
背後の丘陵部にある唐湊（）地区は、傾斜地にもかかわらず古くから住宅が建ち並び市街地化した。坂道が多い庶民的な住宅地である。
- JR九州鹿児島車両センター・鹿児島工務所（鹿カコ）
- 鹿児島市立病院（旧・JT鹿児島工場跡地）
- 鹿児島市交通局（旧・JT鹿児島工場跡地）
- 鹿児島年金事務所
- 鹿児島大学郡元キャンパス
- 鹿児島大学教育学部附属小学校
- 鹿児島大学教育学部附属中学校
- 鹿児島大学学生寮
- 唐湊公民館
- 鹿児島少年鑑別所
- 鹿児島純心女子短期大学・高等学校・中学校
- 鹿児島市立中郡小学校：長渕剛の母校、寄贈した絵画が校内に展示されている。
- 鹿児島市交通局純心学園前電停
- JJ-club100鹿児島店：総合アミューズメント施設
- カクイ株式会社本社工場
- セイカ食品工場
- 鹿児島鴨池郵便局
- 唐湊温泉：高台から鹿児島市街地を臨める穴場の公衆浴場
- 市営郡元墓地：市街地方面の見晴しは絶景である。

備考
鹿児島市電の郡元電停とは直線距離で700ｍ程離れている。郡元地区は広いエリアを有しており、当駅（JR郡元）は唐湊地区、市電電停は港湾エリアに隣接した鴨池地区であり、当駅最寄電停は純心学園前電停である。

## 隣の駅
九州旅客鉄道（JR九州）
■指宿枕崎線
■快速「なのはな」・■普通
鹿児島中央駅 - 郡元駅 - 南鹿児島駅